# 劉子霄
劉子霄（りゅう ししょう、461年 - 464年）は、南朝宋の皇族。淮陽思王。孝武帝劉駿の二十三男。字は孝雲。

## 経歴
大明5年（461年）、劉駿と江婕妤のあいだの子として生まれた。大明8年（464年）、死去。死後に淮陽王に追封され、思と追諡された。

## 伝記資料
- 『宋書』巻80 列伝第40
- 『南史』巻14 列伝第4